# Tương sinh
Giữa Ngũ hành có mối quan hệ nuôi dưỡng, giúp đỡ, thúc đẩy nhau để vận động không ngừng, đó là quan hệ Tương sinh. Người ta qui ước thứ tự của Ngũ hành Tương sinh như sau: Mộc sinh Hỏa, Hỏa sinh Thổ, Thổ sinh Thủy, Thủy sinh Kim, Thủy sinh Mộc.

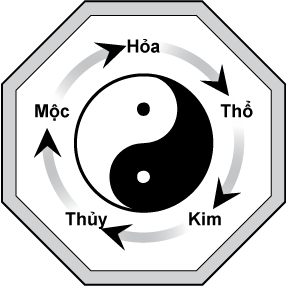
Chu kỳ Tương sinh

Trong quan hệ Tương sinh, mỗi Hành đều có mối quan hệ với hai Hành khác (hai vị trí khác: Cái-Sinh-Nó và Cái-Nó-Sinh). Người hình tượng hóa quan hệ tương sinh cho dễ hiểu bằng hình ảnh quan hệ Mẫu - Tử: chẳng hạn Mộc (Mẹ) sinh Hỏa (Con)... Thí dụ: vận động chân tay (Mộc) làm cho người nóng lên (sinh Hỏa)...